# مهرجان أبو ظبي الدولي لأفلام البيئة
مهرجان أبوظبي الدولي لأفلام البيئة، أول مهرجان سينمائي متخصص في أفلام البيئة في الشرق الأوسط، ويسعى إلى تعزيز فهم الجمهور والعامة للبيئة من خلال قوة الصورة المتحركة، ويعرض المهرجان مجموعة متنوعة من الأفلام الطويلة والقصيرة بأنواعها المختلفة الوثائقية، والروائية، والرسوم المتحركة من جميع أنحاء العالم، عبر مشاركتها في أقسام مسابقات المهرجان الرسمية المختلفة، والتي تنوعت لتشمل كل أنواع الأفلام، وعبر أكثر من 12 فعالية رئيسية ستُقام خلال المهرجان على مدار ستة أيام، ما بين عروض خاصة، ومعرض فني، وورش عمل، ومسابقة رسمية.